# 地震学をつくった男・大森房吉
『地震学をつくった男・大森房吉』（じしんがくをつくったおとこ・おおもりふさきち）は、ノンフィクション作家上山明博が５年の歳月をかけて取材執筆を行い、大森房吉生誕150周年、関東大震災95周年にあたる2018年に青土社より刊行。吉村昭が先導した記録文学の新たな可能性を追求するノンフィクション作品として、上山の代表作のひとつに挙げられる。
関東大震災100周年にあたる2023年、本書はNHK BSプレミアム「英雄たちの選択：幻の地震予知─大森房吉と関東大震災」の情報源として用いられ、著者の上山明博は、鷺谷威（名古屋大学地震学教授）、関谷直也（東京大学社会心理学准教授）とともにスタジオ出演し、大森房吉が再評価される契機となった。

## 概要
かつて国民の多くから敬愛された大森房吉博士は、世界の人びとから「地震学の父」と称揚され、1916年には日本人初のノーベル賞候補にノミネートされた。その大森博士が今なぜ忘れ去られようとしているのか。その疑問を解くために著者は本格的に調査を開始する。するとすぐにその原因が、関東大震災にあることがわかった。「地震の生き神さん」と国民から褒めそやされた大森博士は、日本史上最悪の大惨事をもたらした関東大地震が起きた際、「大震災を予知できなかった無能な地震学者」と罵られ、その責任と非難を一身に背負ったまま、地震発生の２カ月後に急逝したのだった。
大森房吉は世界に誇るべき偉大な地震学者なのか、それとも大震災を予知できなかった無能な地震学者だったのか。それを確かめるために国立国会図書館や東京大学地震研究所に通い、大森の言動を伝える当時の新聞や雑誌、また大森が発表した研究論文に片っ端から目を通していく。調査にあたって、近代日本の震災史の原点ともいえる関東大震災の地震の深層に分け入り、歷史の闇から真実の断片を掬い上げ、光を当てることに心がけた。もとよりその目的は、大森の死を歷史に埋もれさせないことにあった。調査を進めるなかでさまざまな発見があり、先人が残した業績の偉大さを改めて認識した。かねてより敬愛する作家吉村昭の『関東大震災』を遠くに仰ぎ見ながら、吉村氏の跡を追うように取材執筆をつづけた。
ある日、国立国会図書館で調査を進めるなかで思いがけず、『朝日新聞』（1953年9月1日第6面）の寄稿記事に目を留めた。その記事には、寄稿者の大島正満理学博士が、関東大震災が起きる1カ月半前の1923年7月に大森と歓談した際、大森は「次に起るべき大地震はここですよ」と言いながら、地図で東京湾湾頭を指差したことが証言されていた。大森が指摘する「次に起るべき大地震」とは、相模湾沖を震源とする関東大地震にほかならない。大島の証言によって大森が地震を予知していた事実を知った著者は、「次に起るべき大地震（関東大地震）」の震源域を正しく予見するに至った大森の、科学的な根拠を探るために、さらに調査を進めた。そしてある学術雑誌に、大森が東京に大地震が起ることを予知していたと考えられる研究論文を発見する。しかもそこには、次に起るべき大地震の震源域が相模湾沖であることを示唆する地図が含まれていた。──大森房吉は、じつは次にどこで大地震が起るかを科学的に正確に予見していたのである。
これは、大森房吉生誕150周年、関東大震災95周年にあたる2018年に、関東大震災に至る地震予知の実相を多くの確かな証言と新資料をもとに初めて明らかにした評伝ノンフィクションである。

## 書誌事項
- 書名：地震学をつくった男・大森房吉
- 副題：─ 幻の地震予知と関東大震災の真実 ─
- 装幀：菊地信義
- 写真：上山明博
- 編集：菱沼達也
- 発行：青土社
- 判型：四六判
- 製本：並製
- 頁数：272頁[4]

## 関連資料
- 「地震学をつくった男・大森房吉─幻の地震予知と関東大震災の真実」出版記念講演.講師=上山明博／開催日時=2018年10月9日(火)17:30～19:00／会場=日本文藝家協会（千代田区紀尾井町3-23文藝春秋ビル新館5Ｆ）／主催=脱原発社会をめざす文学者の会（会長=加賀乙彦）
- 「地震学をつくった男・大森房吉─生誕150年を迎えて」ふくい中央みらいカレッジ市民公開講座.講師=上山明博／開催日時=2019年3月9日(土)14:00～16:00／会場=JR福井駅前アオッサ601大会議室（福井市手寄1-4-1）／主催=福井市中央公民館+旭公民館
- NHK BSプレミアム関東大震災100周年企画「英雄たちの選択：幻の地震予知─大森房吉と関東大震災」司会=磯田道史（歴史学者）、杉浦友紀（NHKアナウンサー）／ゲスト出演=上山明博（ノンフィクション作家）、鷺谷威（地震学者）、関谷直也（社会心理学者）／放送日時=2023年3月8日(水)20:00～21:00